# Station Kretomino
Station Kretomino was een halte in de Poolse plaats Kretomino aan de smalspoorlijn van Koszalin naar Bobolice.